# Lesparre-Médoc
Lesparre-Médoc é uma comuna francesa na região administrativa da Nova Aquitânia, no departamento da Gironda. Estende-se por uma área de 36,99 km². Em 2010 a comuna tinha 5 902 habitantes (densidade: 159,6 hab./km²).